# تپه ده‌کهنه سی‌سخت
تپه ده کهنه سی سخت مربوط به دوران‌های تاریخی پس از اسلام است و در سی سخت، منطقه شرونی واقع شده و این اثر در تاریخ ۲۴ فروردین ۱۳۸۲ با شمارهٔ ثبت ۸۲۹۶ به‌عنوان یکی از آثار ملی ایران به ثبت رسیده است.